# محمد الزاهي الميلي

## مولده ونشأته
ولد في 1904 م بقرية أزيار بدائرة الميلية بولاية جيجل وبها حفظ القرآن الكريم ثم نزح إلى الميلية وأخذ مبادئ الفقه واللغة على مشايخها وفي سنة 1927 م ارتحل إلى تونس والتحق بجامع الزيتونة ودرس فيه خمس سنوات حتى نال شهادة التطويع سنة 1932 م، وكتب عنه وهو في تلك المرحلة زميله محمد الصالح بن عتيق:«لقد كان وهو طالب بجامع الزيتونة يعمل أيام العطل كمستخلص في الحافلات أو كعامل بسيط في أحد المتاجر حتى يضمن لنفسه النفقة أيام الدراسة».

## عودته إلى الجزائر
بعد عودته اشتغل معلما بمدارس جمعية العلماء المسلمين الجزائريين إلى أن انتدبته هذه الخيرة للعمل ضمن حركتها بباريس في مطلع سنة 1937 م، ولما عاد من فرنسا في منتصف سنة 1938 م استقر بقسنطينة أين واصل رسالته التربوية فكان يحاضر في النوادي والمدارس الحرة وخاصة مدرسة التربية والتعليم، ثم انقطع لفترة ليعاود النشاط بفتح مدرسة بحي الجزارين فكان يعلم ويدير فيها بنفسه، وفتح مدرسة أخرى بحي اولاد إبراهيم وأخرى بحي باردو، وكان يتصل بالرجال ويشكل الجمعيات ويوجهها ويربطها بالمدرسة الأم، وفضلا عن كل ذلك فقد كان له نشاط خفي في حقل السياسة الوطنية. وفي أوائل الخمسينات استدعي كأستاذ في معهد بن باديس فاستجاب وانخرط في سلك التعليم بالجمعية.

## مع الثورة التحريرية
بنشوب الثورة التحريرية المباركة سنة 1954 م كان محمد الزاهي أحد مناضليها يقوم بدوره الثوري والعلمي في حذ وتكتم وبقي كذلك حتى اكتشف أمره سنة 1957 م فوجب أن يغادر المدينة ويلتحق بالجبال رغم تقدم سنه، حيث كلف بالتوجيه والتنظيم والشؤون العامة، واستمر كذلك إلى أن سقط شهيدا شهر جويلية 1960 م وهو لا يعرف له قبر ولا جثة إلى يومنا هذا، ويقال أن الثورة خيرته بين البقاء في الجبال أو الالتحاق بتونس فكان قراره البقاء في الجهاد.

## آثاره
له عدة مقالات في جريدة البصائر ومن أهمها سبع حلقات منشورة فيها بعنوان: «أربعون يوما في الطريق من باريس إلى قسنطينة: باريس، المحطة، ليون، سانت اتيان، طولون، مارسيليا، البحر، تونس» سجل فيها انطباعاته وملاحظاته أثناء رحلة عودته من باريس سنة 1938 م.